# Paul-Émile Lecoq de Boisbaudran
Paul Émile (kallad François) Lecoq de Boisbaudran, född den 18 april 1838 i Cognac, död den 28 maj 1912 i Paris, var en fransk kemist.
Lecoq de Boisbaudran upptäckte 1875 metallen gallium. Utom meddelanden i lärda samfunds publikationer offentliggjorde han Spectres lumineux: Spectres prismatiques et en longueurs d'ondes destinés aux recherches de chimie minérale (1874). Han tilldelades Davymedaljen 1879.